# Монро, Элизабет
Элизабет Кортрайт Монро (30 июня 1768 — 23 сентября 1830) — супруга 5-го президента США Джеймса Монро и Первая леди США с 1817 по 1825 год.
В 1794 году она переехала в Париж, когда её муж был назначен послом США во Франции. Там ей удалось спасти жизнь жены генерала де Лафайет, Андренны де Лафайет, от гильотины.
Элизабет Монро была высокой, элегантной, красивой женщиной, с социальным изяществом и стилем; эти характеристики она приобрела в юности.

## Биография

### Ранняя жизнь и брак
Родившаяся в Нью-Йорке в 1768 году, Элизабет была дочерью Лоуренса Кортрайта, офицера британской армии, который нажил состояние, занимаясь каперством во время Франко-индейской войны, и его жены Ханны Аспинуолл. Она приобрела социальное изящество и стиль в раннем возрасте. Статной красавицей с чёрными волосами и голубыми глазами, она впервые привлекла к себе внимание Монро в 1785 году, когда он выступал в Нью-Йорке на Континентальном конгрессе. Джеймс, в возрасте двадцати семи лет, и Элизабет, семнадцати лет, поженились 16 февраля 1786 года в Нью-Йорке.
После короткого медового месяца в Лонг-Айленде молодожёны вернулись жить в Нью-Йорк к его отцу до тех пор, пока Конгресс был отложен. В 1794 году Джеймс был назначен министром президента США Джорджа Вашингтона во Франции. В Париже, как жена министра США во время господства террора, она помогла добиться освобождения мадам Лафайет, жены маркиза де Лафайета, приговорённой к казни на гильотине.

### Первая леди США
У Элизабет срок действия полномочий в качестве Первой леди начался 4 марта 1817 года, когда у её мужа начался срок в качестве пятого Президента США. Позже её муж был переизбран на второй срок, поэтому она оставалась в этой роли до 3 марта 1825 года.

### Дети
У Джеймса и Элизабет было трое детей:
- Элиза Кортрайт Монро-Хей (1787—1835) получила образование в престижной школе мадам Жанны Кампан (бывшая фрейлина Марии Антуанетты), в то время как её отец был министром во Франции. Элиза казалась многим надменной, напыщенной светской женщиной, быстро напоминавшей другим о её хорошем воспитании и высоком статусе. В 1808 году она вышла замуж за Джорджа Хея, известного адвоката Виргинии, работавшего над судебным разбирательством в отношении Аарона Бёрра. Позже он возглавлял кампанию её отца и был назначен федеральным судьей президентом Джоном Адамсом. В администрации Монро Элиза часто заменяла свою больную мать. Элиза скоро была отлучена от вашингтонского общества за то, что отказалась обратиться к жёнам дипломатического корпуса, как это было принято. Она стала причиной скандала во время свадьбы сестры, не пригласив на неё семью и друзей. Для всех было очевидно её тщеславие, однако, она продемонстрировала подлинное сострадание во время эпидемии лихорадки, прокатившейся по Вашингтону во время срока Монро. Она провела много бессонных ночей самоотверженно ухаживая за жертвами. После смерти её отца и мужа она переехала в Париж, приняла католицизм и жила в монастыре.
- Джеймс Спенс Монро (1799—1801) единственный сын Монро, умер в раннем детстве.
- Мария Эстер Монро-Гувернер (1803—1850) была ещё ребёнком, когда её отец был избран президентом. До переезда в Белый дом в 1819 году Мария окончила школу в Филадельфии. 9 марта 1820 года она вышла замуж за своего двоюродного брата Сэмюэля Гувернера, свадьба впервые в истории произошла в Белом доме. Многие в Вашингтоне критиковали Монро за закрытость свадьбы; всего было приглашено 42 человека из семьи и близких. Трения между мужем Марии и её сестрой переросли в дальнейшем в напряжённые отношения. Гувернеры переехали в Нью-Йорк. Бывший президент Монро, после смерти своей жены в 1830 году, жил у них. Президент Джон Адамс назначил её мужа начальником почтового отделения Нью-Йорка.

### Смерть и наследие
Хотя Элизабет Монро возвратила меры уважения и восхищения во время первого срока её мужа, она проигрывала в сравнении со своей предшественницей Долли Мэдисон, очаровавшей вашингтонское общество, установив стандарты, которым следовали будущие Первые леди.
Больная и перенёсшая многочисленные болезни, Элизабет умерла 23 сентября 1830 года в возрасте 62 лет в своём доме в Оак Хилл. Она была похоронена на Голливудском кладбище, Ричмонд, Виргиния.

## Память
По программе однодолларовых президентских монет Монетным двором США разрешён выпуск 1/2-унциевой 10-долларовой золотой монеты и дубликатов бронзовых медалей в честь первой супруги США. Монеты с Элизабет Монро были выпущены в феврале 2008 года.